# Orra E. Monnette
Orra Eugene Monnette, född 12 april 1873, död 24 februari 1936, var en amerikansk advokat och bankir som var grundare till banken Bank of America, Los Angeles, som var en av två banker som la grund till dagens globala bankkoncern Bank of America Corporation.
Han kom från en framgångsrik familj där hans far tjänade stora pengar på att bryta guld och med hjälp av familjens förmögenhet, kunde han förvärva en kontrollerande aktiepost i den Los Angeles-baserade banken American National Bank of Los Angeles (ANB). 1909 fusionerades ANB med Citizens Trust and Savings Bank of Los Angeles och två år senare valde Monnette att köpa Broadway Bank and Trust Company. Den nya banken fick namnet Citizens Bank and Trust Company men det namnet användes dock bara i fem år innan Monnette gjorde det slutliga namnändringen till Bank of America, Los Angeles.
1928 blev han kontaktad av San Francisco-baserade bankiren Amadeo Giannini om ett förslag att slå ihop Bank of America, Los Angeles med Bank of Italy. De båda två var överens om att banken borde heta enbart Bank of America, för att representera kunder i samtliga amerikanska delstater. Giannini utsågs till styrelseordförande för den gemensamma banken medan Monnette blev vice styrelseordförande och president. Monnette hade något som Giannini ville åt och det var det lyckade arbetet med att centralisera bankverksamheten och den lukrativa marknaden i Los Angeles County.